# Athleta epigona
Athleta epigona is een slakkensoort uit de familie van de Volutidae. De wetenschappelijke naam van de soort is voor het eerst geldig gepubliceerd in 1904 door Martens.